# Azam Taleghani

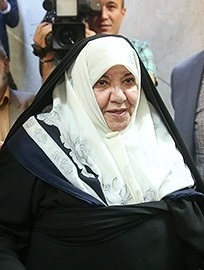
Azam Taleghani (2017)

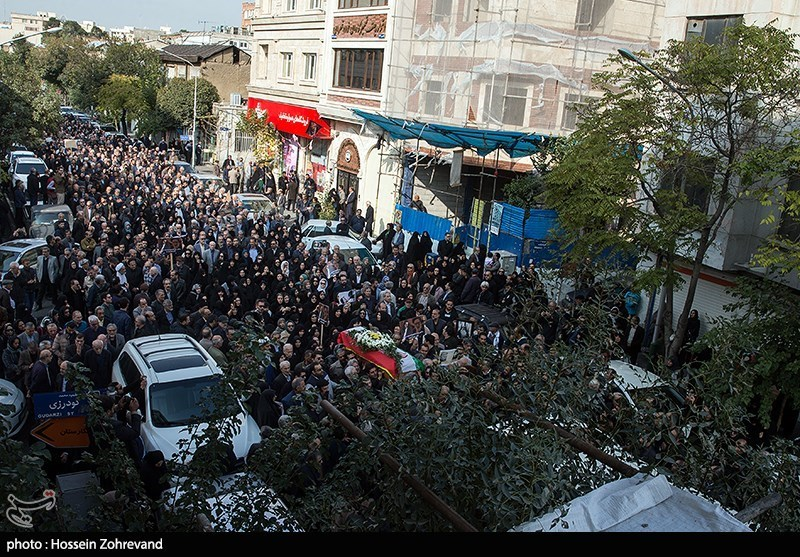
Begräbnis von Azam Taleghani 2019

Azam Taleghani (persisch اعظم طالقانی; geboren 1943; gestorben am 30. Oktober 2019) war eine iranische Politikerin und Journalistin, Leiterin der Society of Islamic Revolution Women of Iran, Editorin von Payam-e-Hajar und von 1980 bis 1984 Mitglied des iranischen Parlaments.

## Frühes Leben
Taleghani wurde im Iran geboren und war die Tochter von Ayatollah Mahmoud Taleghani. Sie saß während des Pahlavi-Regimes im Gefängnis. Nach der iranischen Revolution war sie Mitglied des iranischen Parlaments, gründete „Jame'e Zanan Mosalman“ (Society of Muslim women), und publizierte Payam e Hajar Weekly, eine islamische Zeitschrift über Frauen und Frauenrechte. 2003 protestierte sie gegen den Tod von Zahra Kazemi. Sowohl 2001 als auch 2009 reichte Taleghani ihre Kandidatur für die iranischen Präsidentschaftswahlen ein, doch wie alle Kandidaturen von Frauen wurde auch ihre Kandidatur vom iranischen Wächterrat abgelehnt.
Ihre politischen Ideale waren eine „progressive Form des revolutionären Islamismus“.

## Wahlstatistik
| Jahr | Wahlen               | Wählerstimmen   | %    | Rang | Ergebnis |
| ---- | -------------------- | --------------- | ---- | ---- | -------- |
| 1979 | Expertenversammlung  | 132,430         | 5.24 | 17th | Verloren |
| 1980 | Parlament            | 1,108,653       | 51.9 | 16th | gewonnen |
| 1997 | Präsident            | Disqualifiziert |      |      |          |
| 1999 | Stadtrat von Teheran | Disqualifiziert |      |      |          |
| 2001 | Präsident            | Disqualifiziert |      |      |          |
| 2005 | Präsident            | Disqualifiziert |      |      |          |
| 2009 | Präsident            | Disqualifiziert |      |      |          |
| 2017 | Präsident            | Disqualifiziert |      |      |          |